# ウルリク・イェンセン
ウルリク・イッタゴール・イェンセン (Ulrik Yttergård Jenssen , 1996年12月4日 - )は、ノルウェー・トロムス県トロムソ出身のサッカー選手。エリテセリエン・ローゼンボリBK所属。ポジションはDF。

## クラブ経歴
トロムソILのユースアカデミーを経て、2013年にオリンピック・リヨンのユースアカデミーに入所。加入時からチームIIに登録され、Bチームの主力に定着。2016年7月にはトップチーム出場が無かったにも関わらずレアル・マドリードからの関心が報じられた。その後8月4日に古巣のトロムソILと契約。加入後最終ラインに定着し、1シーズン半で39試合2ゴールを記録した。
2017年12月22日、FCノアシェランと3年半の契約を締結し、翌年1月に加入。新天地でもすぐに先発で起用され、2018-19シーズンはDFながら4ゴールを決めた。
2021年7月24日、ヴィレムIIと3年契約を締結した。
2022年8月19日、ノアシェランに復帰した。
2022年11月、ローゼンボリBKへの移籍が発表された。

## 代表歴
2013年から5年間、ユース世代のノルウェー代表でプレーした。

## 人物
父のトライス・イェンセンは元サッカー選手で、兄のルベン・イェンセンもサッカー選手。